# James Spader
James Todd Spader (Boston, 1960. február 7. –) háromszoros Primetime Emmy-díjas amerikai színész, producer.
Feltűnt a Szex, hazugság, videó (1989), a Csillagkapu (1994), a Karambol (1996), A titkárnő (2002) és a Lincoln (2012) című filmekben. A 2015-ben bemutatott Bosszúállók: Ultron kora című szuperhősfilmben a címszereplő eredeti hangját kölcsönözte.
Televíziós sorozatai közé tartozik az Ügyvédek (2003–2004) és annak spin-offja, a Boston Legal – Jogi játszmák (2004–2008) – utóbbival három Primetime Emmy-díjat nyert. 2011 és 2012 között az Office szereplője volt. 2013-tól főszerepet kapott az általa vezető producerként is jegyzett Feketelista című bűnügyi sorozatban, alakítását két Golden Globe-jelöléssel méltatták.

## Fiatalkora
1960. február 7-én született Bostonban, három gyermek közül a legfiatalabbként. Szülei, Jean (született Fraser) és Stoddard ("Todd") Greenwood Spader tanárok voltak. Két nővére van, Libby Spader és Annie Spader. Spader szerint nagyon progresszív és liberális nevelést kapott. "Mindig domináns és befolyásos nők közelében voltam, és ez nagy benyomást tett." Spader Seth P. Beers connecticuti politikus hatodik generációs leszármazottja; az American School for the Deaf társalapítója, Laurent Clerc a 3. dédnagyapja.
Korai tanulmányai során számos magániskolába járt, köztük az andoveri Pike Schoolba, ahol édesanyja művészetet tanított, és az észak-andoveri Brooks Schoolba, ahol apja tanár volt. Később átigazolt a Phillips Akadémiára, összebarátkozott John F. Kennedy volt elnök fiával, John F. Kennedy Jr.-vel, tizenhét évesen kimaradt, és New Yorkba költözött, hogy színészi karrierjét folytassa. Mialatt főállású színésznek tanult, Spader olyan munkákat vállalt, mint csapos, jógát tanított, hússzállító teherautót vezetett, vasúti kocsikat rakott be, és istállófiú volt.

## Filmográfia

### Film
| Év   | Magyar cím                     | Eredeti cím                 | Szerep               | Magyar hang      |
| ---- | ------------------------------ | --------------------------- | -------------------- | ---------------- |
| 1978 |                                | Team-Mates                  | Jimmy                |                  |
| 1981 | Végtelen szerelem              | Endless Love                | Keith Butterfield    | Fazekas István   |
| 1985 | Városi vagányok                | Tuff Turf                   | Morgan Hiller        | Bolba Tamás      |
| 1985 |                                | The New Kids                | Dutra                |                  |
| 1986 | Álmodj rózsaszínt              | Pretty in Pink              | Steff McKee          | Széles Tamás     |
| 1987 | Próbababa                      | Mannequin                   | Richards             | Kassai Károly    |
| 1987 | Próbababa                      | Mannequin                   | Richards             | Hanyecz Róbert   |
| 1987 | Bomba bébi                     | Baby Boom                   | Ken Arrenberg        |                  |
| 1987 | Fagypont alatt                 | Less Than Zero              | Rip                  |                  |
| 1987 | Tőzsdecápák                    | Wall Street                 | Roger Barnes         | Laklóth Aladár   |
| 1987 | Tőzsdecápák                    | Wall Street                 | Roger Barnes         | Dózsa Zoltán     |
| 1988 |                                | Greasy Lake (rövidfilm)     | Digby                |                  |
| 1988 |                                | Jack's Black                | John / Rick Westford |                  |
| 1989 | Szex, hazugság, videó          | Sex, Lies, and Videotape    | Graham Dalton        | Kautzky Armand   |
| 1989 | Szex, hazugság, videó          | Sex, Lies, and Videotape    | Graham Dalton        | Stohl András     |
| 1989 | Hódító PC-ábécé                | The Rachel Papers           | Deforest             | Kassai Károly    |
| 1989 | Hódító PC-ábécé                | The Rachel Papers           | Deforest             | Dányi Krisztián  |
| 1990 | Halálos barátság               | Bad Influence               | Michael Boll         | Bolba Tamás      |
| 1990 | Halálos barátság               | Bad Influence               | Michael Boll         | Dányi Krisztián  |
| 1990 | A gyönyör rabjai               | White Palace                | Max Baron            | Stohl András     |
| 1991 | Kétszínű igazság               | True Colors                 | Tim Gerrity          | Lippai László    |
| 1992 | Storyville                     | Storyville                  | Cray Fowler          | Lux Ádám         |
| 1992 | Bob Roberts                    | Bob Roberts                 | Chuck Marlin         | Incze József     |
| 1993 | Végjáték                       | The Music of Chance         | Jack Pozzi           |                  |
| 1993 | Álmaim asszonya                | Dream Lover                 | Ray Reardon          | Viczián Ottó     |
| 1993 | Álmaim asszonya                | Dream Lover                 | Ray Reardon          | Markovics Tamás  |
| 1994 | Farkas                         | Wolf                        | Stewart Swinton      | Lux Ádám         |
| 1994 | Csillagkapu                    | Stargate                    | Dr. Daniel Jackson   | Lux Ádám         |
| 1996 | Karambol                       | Crash                       | James Ballard        | Stohl András     |
| 1996 | Két nap a völgyben             | 2 Days in the Valley        | Lee Woods            | Stohl András     |
| 1997 | Zsarolók városa                | Keys to Tulsa               | Ronnie Stover        | Epres Attila     |
| 1997 | Partra vetve                   | Driftwood                   | sebesült férfi       | Varga Gábor      |
| 1997 | Fájó gondviselés               | Critical Care               | Dr. Werner Ernst     |                  |
| 1998 | Szellemtanya                   | Curtain Call                | Stevenson Lowe       | Stohl András     |
| 2000 | Szupernóva                     | Supernova                   | Nick Vanzant         | Rékasi Károly    |
| 2000 | A leskelődő                    | The Watcher                 | Joel Campbell        | Széles Tamás     |
| 2000 | Lassú tűzön                    | Slow Burn                   | Marcus               | Galambos Péter   |
| 2001 | Ami a szexet illeti            | Speaking of Sex             | Dr. Roger Klink      | Stohl András     |
| 2002 | A titkárnő                     | Secretary                   | Grey úr              | Lux Ádám         |
| 2002 |                                | The Stickup                 | John Parker          |                  |
| 2003 | Szemtanú                       | I Witness                   | Douglas              | Holl Nándor      |
| 2003 | Alien Hunter – Az idegenvadász | Alien Hunter                | Julian Rome          | Selmeczi Roland  |
| 2004 |                                | Shadow of Fear              | William Ashbury      |                  |
| 2009 | Csodakavics                    | Shorts                      | Mr. Black            | Lux Ádám         |
| 2012 | Lincoln                        | Lincoln                     | William N. Bilbo     | Schneider Zoltán |
| 2014 | A kelletlen útitárs            | The Homesman                | Aloysius Duffy       | Németh Gábor     |
| 2015 | Bosszúállók: Ultron kora       | The Avengers: Age of Ultron | Ultron (hangja)      | Hirtling István  |

### Televízió
| Év        | Magyar cím                   | Eredeti cím                  | Szerep                   | Megjegyzések                                                             |
| --------- | ---------------------------- | ---------------------------- | ------------------------ | ------------------------------------------------------------------------ |
| 1983      |                              | Diner                        | Fenwick                  | tévéfilm                                                                 |
| 1983      | Családfa                     | The Family Tree              | Jake Nichols             | 6 epizód                                                                 |
| 1983      |                              | Cocaine: One Man's Seduction | Buddy Grant              | tévéfilm                                                                 |
| 1983      |                              | A Killer in the Family       | Donny Tison              | tévéfilm                                                                 |
| 1984      | Családi titok                | Family Secrets               | Lowell Everall           | tévéfilm                                                                 |
| 1985      | Rossz csillagzat             | Starcrossed                  | Joey Callaghan           | - tévéfilm - magyar hangja: - Markovics Tamás                            |
| 1994      | Frasier – A dumagép          | Frasier                      | Steven (hangja)          | 1 epizód                                                                 |
| 1997      | Seinfeld                     | Seinfeld                     | Jason „Stanky” Hanky     | 1 epizód                                                                 |
| 2003      | A Pentagon-ügyirat           | The Pentagon Papers          | Daniel Ellsberg          | tévéfilm                                                                 |
| 2003–2004 | Ügyvédek                     | The Practice                 | Alan Shore               | 22 epizód                                                                |
| 2004–2008 | Boston Legal – Jogi játszmák | Boston Legal                 | Alan Shore               | - főszereplő (101 epizód) - magyar hangja: - Czvetkó Sándor              |
| 2006      |                              | Discovery Atlas              | narrátor (hangja)        | 1 epizód                                                                 |
| 2011–2012 | Office                       | The Office                   | Robert California        | 25 epizód                                                                |
| 2013–2023 | Feketelista                  | The Blacklist                | Raymond „Red” Reddington | - főszereplő és vezető producer - magyar hangja: - Bede-Fazekas Szabolcs |

## Díjak és jelölések
- Jelölés — Szaturnusz-díj, legjobb színész (Jack's Black, 1988)
- Elnyert — Cannes-i fesztivál, legjobb színész (Szex, hazugság, video, 1989)
- Jelölés — Indepdent Spirit Award, legjobb színész (Szex, hazugság, video, 1989)
- Jelölés — Szaturnusz-díj, legjobb férfi mellékszereplő (Farkas, 1994)
- Elnyert — Emmy-díj, legjobb férfi főszereplő (drámai tévésorozat) (Ügyvédek, 2004)
- Jelölés — Satellite Award, legjobb színész - dráma sorozat (Boston Legal, 2004)
- Elnyert — Emmy-díj, legjobb férfi főszereplő (drámai tévésorozat) (Boston Legal, 2005)
- Jelölés — Golden Globe-díj, legjobb férfi főszereplő (drámasorozat) (Boston Legal, 2005)
- Jelölés — Satellite Award, legjobb színész - zenés, vígjáték sorozat (Boston Legal, 2005)
- Jelölés — Screen Actors Guild Award, legjobb színész (drámai tévésorozat) (Boston Legal, 2005)
- Jelölés — Screen Actors Guild Award, szereplőgárda kiemelkedő alakítása drámai sorozatban (Boston Legal, 2005)
- Elnyert — Satellite Award, legjobb színész - zenés, vígjáték sorozat (Boston Legal, 2006)
- Jelölés — Screen Actors Guild Award, legjobb színész (drámai tévésorozat) (Boston Legal, 2006)
- Jelölés — Screen Actors Guild Award, szereplőgárda kiemelkedő alakítása drámai sorozatban (Boston Legal, 2006)
- Elnyert — Emmy-díj, legjobb férfi főszereplő (drámai tévésorozat) (Boston Legal, 2007)
- Jelölés — Screen Actors Guild Award, legjobb színész (drámai tévésorozat) (Boston Legal, 2007)
- Jelölés — Screen Actors Guild Award, szereplőgárda kiemelkedő alakítása drámai sorozatban (Boston Legal, 2007)
- Jelölés — Emmy-díj, legjobb férfi főszereplő (drámai tévésorozat) (Boston Legal, 2008)
- Jelölés — Screen Actors Guild Award, szereplőgárda kiemelkedő alakítása vígjáték sorozatban (Office, 2012)
- Jelölés — Screen Actors Guild Award, legjobb filmescsapat (Lincoln, 2012)

## Fordítás
Ez a szócikk részben vagy egészben  a   James Spader című angol Wikipédia-szócikk ezen változatának fordításán alapul.  Az eredeti cikk szerkesztőit annak laptörténete sorolja fel. Ez a jelzés csupán a megfogalmazás eredetét és a szerzői jogokat jelzi, nem szolgál a cikkben szereplő információk forrásmegjelöléseként.